# 伊勢大貴
伊勢 大貴（いせ だいき、1991年5月15日 - ）は、日本の俳優、歌手。ウイントアーツ所属。旧芸名は伊勢 康（いせ やすし）。
北海道野付郡別海町出身。身長181cm、スリーサイズB:87cm、W:70cm、H:80cm。靴のサイズは28.5cm。血液型はO型。

## 来歴
高校卒業後に上京し、2011年3月にミュージカル「テニスの王子様」2ndシーズン 日吉若 役で俳優としてデビュー。
2013年、『劇場版 獣電戦隊キョウリュウジャー ガブリンチョ・オブ・ミュージック』挿入歌「カミツキ・ブレイブ」で歌手デビュー。その後、戦隊主題歌、アニメ主題歌など歌唱。
2014年9月10日に初のソロアルバム『BE A HERO』をリリースした。

## 人物
- 高校時代は合唱部に所属し、国語を担当する同部顧問の影響で歌詞に対する認識が向上したという[4]。
- 宇宙兄弟が好き。
- 特技は声楽（合唱）・アカペラ、スピードスケート・ボイスパーカッション、野球。
- 趣味はギター、ピアノ（作詞・作曲）[2]　、料理（#ウーバーイーセ）。
- 敬愛する渋川清彦主演映画「榎田貿易堂」は、好きすぎてロケ地巡礼をしたほどである。
- 「オードリーのオールナイトニッポン」ヘビーリスナー”リトルトゥース”である。

## 出演（俳優）
太字は主演、もしくはメインキャラクター。

### テレビドラマ
- 男子ing!!（2012年9月-2013年2月、TOKYO MX） - マサヒロ 役（2016年12月12,19日）
- 烈車戦隊トッキュウジャー 第42話（2014年12月28日、テレビ朝日系列） - 保線員バンド ボーカル 役
- 全国27局ネット「きみだけTV」のスペシャルコーナー企画「イケメン男子に学ぼう！恋愛ゼミナール」 - ゲスト出演
- 連続テレビ小説 なつぞら 第114回（2019年8月10日、NHK総合） - 坂場一久の兄（次兄） 役
- NHK総合1 「逆転人生・コロナ禍でほっこり!どん底スーパーのフルーツサンド」（2021年3月15日）
- 警視庁・捜査一課長 season6 第4話（2022年5月5日、テレビ朝日）- 芦原隼人 役
- 無能の鷹 最終話（2024年11月29日、テレビ朝日） - 社員 役[5]

### Webドラマ
- 機界戦隊ゼンカイジャー スピンオフ ゼンカイレッド大紹介！（2021年3月21日・28日、TELASA） - ゼンカイレッド 役[6]

### 舞台
- 劇団空感エンジンプロデュース 銀行強盗前夜・THE STAGE（2011年2月、エアースタジオ） - 春男 役
- 劇団空感エンジンプロデュース Juliet（2011年4月、エアースタジオ） - 重岡雄太 役
- ミュージカル・テニスの王子様2ndシーズン（2011年- ） - 日吉若 役
  - 青学 vs 氷帝（2011年7月-9月、JCBホール ほか）
  - Dream Live 2011（2011年11月、神戸ワールド記念ホール／横浜アリーナ）
  - 青学 vs 六角 （2011年12月-2012年2月、日本青年館 ほか）
  - 春の大運動会 2012（2012年5月、有明コロシアム）
  - コンサート SEIGAKU Farewell Party（2012年10月、TOKYO DOME CITY HALL） - ゲスト出演
  - DREAM LIVE 2013（2013年4月-5月、横浜アリーナ／神戸ワールド記念ホール）
  - 全国大会 青学 vs 氷帝（2013年7月-9月、TOKYO DOME CITY HALL ほか）
  - 春の大運動会 2014（2014年4月、横浜アリーナ）
  - 全国大会 青学 vs 立海（2014年7月-9月、TOKYO DOME CITY HALL　ほか）
  - DREAM LIVE 2014（2014年11月、神戸ワールド記念ホール／さいたまスーパーアリーナ）
- 男子ing!!（2012年3月-4月、新宿SPACE107） - タクヤ 役
- 新撰組異聞PEACE MAKER 再炎（2012年4月、シアターGロッソ） - 市村辰之助 役
- クリエイティヴ零プロデュース「逆境ナイン」（2012年6月、シアターグリーン BIG TREE THEATER） - 日替わりゲスト
- ポチッとな。-Switching On Summer-　（2012年7月、俳優座劇場／横浜相鉄本多劇場） - 関圭太 役
- TUFF STUFF　HYBRID PROJECT Vol.8　Nouvell Vague（2012年8月、シアターサンモール） - エモッチャン(山田右衛門作) 役
- ニコニコミュージカル第9弾　5王子とさすらいの花嫁〜ニコニコニーコ・due〜（2012年9月、全労済ホールスペース・ゼロ） - プリンスダイキ 役
- TUFF STUFF　HYBRID PROJECT Vol.9　ウォルター・ミティにさよなら（再演）（2012年10月-11月、サンリオピューロランド内ディスカバリーシアター／横浜相鉄本多劇場） - 横山 役
- 眠れぬ町の王子様（2012年11月-12月、全労済ホールスペース・ゼロ） - 陸 役
- オーバースマイル（2012年12月、新宿シアターモリエール） - 福永恵太 役
- 朗読劇＋新春語合「宮本武蔵〜巌流島の戦い〜」（2013年1月、日本橋公会堂（日本橋劇場）） - 武蔵 役 他
- 男子ing!!（2013年3月、俳優座劇場） - マサヒロ 役
- 真っ白な図面とタイムマシン（2014年3月、青山円形劇場） - 今木龍次 役
- 時代に流されろ！（2015年3月、本多劇場） - 風間広之 役
- テイラー・バートン〜奪われた秘宝〜（2015年8月、草月ホール） - ハチ 役
- 極上文學『高瀬舟・山椒大夫』 （2015年10月、CBGKシブゲキ!!／大阪ビジネスパーク円形ホール） - 喜助・山椒大夫 役／厨子王・弟 役
- 俺たち賞金稼ぎ団（2015年12月、シアター1010） - 白井千尋 役
- ミュージカル「Dance with Devils」（2016年3月、AiiA 2.5 Theater Tokyo） - ジェキ 役
- 昆虫戦士コンチュウジャー（2016年6月、紀伊國屋ホール） - 多安島ハルオ 役
- マハゴニー市の興亡（2016年9月、KAAT神奈川芸術劇場） - アンサンブル
- 大森カンパニープロデュース「いじはり」（2016年11月、下北沢B1） - 深瀬拓真 役
- 極上文學『人間椅子／魔術師』 （2016年11月-12月、全労済ホールスペース･ゼロ（東京公演のみ出演）） - 明智小五郎 役
- TOU -JYUKAI-DEN- （2017年1月-2月、全労済ホールスペース･ゼロ／近鉄アート館） - 胡銅 役
- THE YASHIRO CONTE SHOW「魔王コント」（2017年4月、本多劇場） - ミユキ姫 役
- 幻想奇譚 白蛇伝（2017年5月、紀伊國屋サザンシアター TAKASHIMAYA） - 許仙 役
- SHATNER of WONDER #6 「遠い夏のゴッホ」（2017年7月、天王洲 銀河劇場／森ノ宮ピロティホール） - スチュアート 役 他
- 昆虫戦士コンチュウジャー2〜激突！恐怖の戦士、ネオコンチュウジャー！〜（2017年8月、全労済ホール/スペース・ゼロ） - 雷モン 役
- 新朗読企画久世光彦「黄昏かげろう座3」（2017年9月、スペースFS汐留）
- 野畑の飼ってた宇宙人（2017年10月、シアターグリーンBIG TREE THEATER） - 野畑マコト 役
- 創作音楽舞台劇「老いた道化の肖像を巡る幾つかの懸念」（2017年11月、岡山大学鹿田キャンパス Jホール） - 主演・澤井充 役
- ADKアーツコレクションvol.1「冬の四重奏〜4名の演出家によるオムニバス朗読劇〜『Fancy you』」（2018年2月、全労済ホール／スペース・ゼロ） - 丸山和紀 役
- キ上の空論＃8「おかえりのないまち。色のない」（2018年3月、吉祥寺シアター） - 宇野 役
- 劇団たいしゅう小説家Present's「〜宝や旅館〜『げんせんじゃ〜2018』」（2018年4月、萬劇場） - 主演・湯ノ元勇作 役
- 少年社中20周年記念第二弾・少年社中 第34回公演「MAPS」（2018年5月-6月、紀伊國屋ホール／ABCホール） - 伊能忠敬の息子 役
- 平成時代劇 片肌☆倶利伽羅紋紋一座「ざ☆くりもん」第二十三回本公演「火消哀歌」（2018年8月、シアターグリーン BIG TREE THEATER）
- シェイクスピア「夏の夜の夢」（2018年9月、三越劇場）
- 舞台『銀河英雄伝説 Die Neue These』 - ダスティ・アッテンボロー 役
  - 『銀河英雄伝説 Die Neue These』（2018年10月、Zeppダイバーシティ東京）
  - 『銀河英雄伝説 Die Neue These』〜第二章 それぞれの星〜（2019年5月 - 6月、Zepp DiverCity TOKYO / Zepp Namba）[7]
  - 『銀河英雄伝説 Die Neue These』〜第三章 嵐の前〜（2019年10月 - 11月、Zepp DiverCity TOKYO / Zepp Namba）
- 舞台「pet」─壊れた水槽─（2018年12月5日 - 9日、草月ホール） - ロン 役[8]
- ミュージカル「最終陳述~それでも地球は回る〜」（2019年2月14日 - 3月17日、浅草九劇） - ガリレオ 役
- 誰ガ為のアルケミスト 舞台版「聖石の追憶」（2019年6月26日 - 30日、博品館劇場） - モンゼイン 役
  - 誰ガ為のアルケミスト 舞台版「聖石の追憶」〜闇ヲ見つめる者〜（2019年9月26日 - 29日、博品館劇場） - モンゼイン 役
- フォトシネマ朗読劇「命のバトン」（2019年8月9日 ‐ 10日、労音大久保会館R'sアートコート）
- ［Otona Project 第二十八弾］演劇ユニット【爆走おとな小学生】第十三回全校集会『勇者セイヤンの物語（真）』（東京公演のみ）（2019年12月4日 - 8日、こくみん共済 coop ホール（全労済ホール）／スペース・ゼロ） - ラスボス 役
- WINTARTS 2nd STAGE「謝罪会見プランナー」（2019年12月26日 - 29日、新宿角座） - 家城守 役
- 楽屋ー流れさるものはやがてなつかしきー（2020年1月17日 - 2月2日、浅草九劇） - 女優D 役
- シェア･ザ･ワールド2020（2020年2月20日 - 23日、紀伊國屋ホール） - ダック 役
- ナイスコンプレックス プロデュース公演 第5弾 舞台「12人の怒れる男」（2020年7月23日 - 27日、博品館劇場） - （東京Bチーム）陪審員11号 役
- 舞台「遙かなる時空の中で3 十六夜記」（2021年1月22日 - 31日、池袋サンシャイン劇場） - 有川将臣 役
- 舞台『楽屋-流れ去るものはやがてなつかしき-』西森英行 演出（2021年4月15日 - 25日、浅草九劇） - 女優D 役
- 舞台『楽屋-流れ去るものはやがてなつかしき-』佐藤アツヒロ 演出（2021年5月31日 - 6月13日 、浅草九劇） - 女優A 役
- おしりたんていミュージカル（2021年8月5日、練馬文化センター） - スペシャルゲスト
- 「ネゴシ８〜あなたを救う８人の自分〜」（2021年9月1日 - 5日、テアトルBONBON） - オラオラ 役
- ライブ・スペクタクル「NARUTO -ナルト-」～うずまきナルト物語～（2021年12月4日 - 13日、日本青年館ホール／2021年12月25日 - 2022年1月2日、メルパルクホール大阪） - うちはマダラ 役
- 舞台 あの日見た花の名前を僕達はまだ知らない。（2022年2月2日 - 6日、あうるすぽっと） - 久川鉄道（ぽっぽ） 役[9]
- ライブ・スペクタクル「NARUTO-ナルト-」～忍界大戦、開戦～（2022年10月1日 - 10日、神戸文化ホール 中ホール／2022年10月15日 - 22日、天王洲 銀河劇場）面の男 役
- ライブ・スペクタクル「NARUTO-ナルト-」〜忍の生きる道〜（2023年10月8日 - 11日、KAAT神奈川芸術劇場、10月18日 - 22日、AiiA 2.5 Theater Kobe、10月28日 - 11月5日、TOKYO DOME CITY HALL） - うちはオビト 役[10]
- 舞台『咎人の刻印〜レミニセンス〜』（2024年1月18日 - 28日、紀伊國屋ホール） - 高峰 役[11]
- 『HUNTER×HUNTER』THE STAGE2（2024年3月16日 - 31日、天王洲 銀河劇場 / 4月6日 - 14日、梅田芸術劇場 シアター・ドラマシティ） - ウボォーギン 役[12]
- 舞台 京極の轍-京羅戦争編-powered byヒューマンバグ大学（2024年5月17日 - 26日、新宿FACE） - 高砂明夫 役[13]
- ミュージカル「陰陽師」〜海国の章〜（2024年7月20日 - 9月21日、オンライン配信（中止公演のゲネプロ映像の配信）） - 酒呑童子 役
- 舞台『夢職人と忘れじの黒い妖精』（2024年8月2日 - 12日、シアターH） - ジョー 役[14][15]
- ミュージカル『黒執事』〜寄宿学校の秘密 2024〜（2024年9月7日・8日、兵庫県立芸術文化センター KOBELCO 大ホール / 9月21日 - 29日、TOKYO DOME CITY HALL） - ソーマ・アスマン・カダール 役[16]
- 朗読活劇 信長を殺した男 2024（2024年12月5日 - 8日、博品館劇場） - 徳川家康 役 他[17]
- ミュージカル『1789 -バスティーユの恋人たち-』（2025年4月8日 - 29日、明治座 / 5月、大阪新歌舞伎座） - ジョルジュ・ジャック・ダントン 役[18]
- 舞台『魔法使いの約束』きみに花を、空に魔法を 前編（2025年9月6日 - 23日〈予定〉、天王洲 銀河劇場 / 9月28日 - 10月5日〈予定〉、東京建物 Brillia HALL 箕面 大ホール） - オズ 役[19]
- 幻想水滸伝-門の紋章戦争篇-（2025年12月〈予定〉、シアターH / 12月〈予定〉、京都劇場） - マッシュ 役[20]

### 映画
- グラフィティ!!（2014年1月11日公開） - 三宅敬一郎 役
- マジックナイト（2014年8月30日公開） - ジン 役

### ミュージック・ビデオ
- 伊勢大貴「烈車戦隊トッキュウジャー」（2014年）
- 伊勢大貴「なんじゃモンじゃ!ニンジャ祭り!」（2016年）
- WOMCADOLE「月」（2018年）
- Uncle Bomb「フォーレンリーフの休暇」（2019年）
- 伊勢大貴「どろんこの暴走列車」（2020年）

### CM
- カルビー じゃがりこ応援団
- ユニ・チャームペット「マナーウェア」ジングル
- 三井生命 企業イメージCM『きほんのうた篇』アフレコ
- 第一三共ヘルスケア「トラフルダイレクト」『彼氏と高級焼肉篇』
- カフェ・ベローチェ「ドッグ＆サンドフェア」
- USEN「UレジFood」
- ケツメイシ　BEST ALBUM「ケツノパラダイス」

### ゲーム
- REALIVE!〜帝都神楽舞隊〜（2020年） - 高城貫 役（声の出演）

### ボイスドラマ
- 「菖蒲ノ散リ行キ刻ノ陰」（2020年8月）- 吾郎 役

### 配信
- ニコニコ動画「キャストサイズチャンネル」キャスト祭ズVol.2の裏側を見せます！2時間特別番組『キャストサイズニュース』第76回（2017年6月21日） - ゲスト出演
- ニコニコ動画「キャストサイズチャンネル」『キャストサイズニュース』第81回（2017年9月13日） - ゲスト出演
- ニコニコ動画「キャストサイズチャンネル」『お好きに忘年会2時間スペシャル！』（2017年12月12日） - ゲスト出演
- ニコニコ動画「キャストサイズチャンネル」『お好きにド～ゾ♪』第三十七夜（2018年2月13日） - ゲスト出演
- ニコニコ動画「キャストサイズチャンネル」『八神 蓮のドライブしようぜ』（2018年4月26日）
- ニコニコ動画「キャストサイズチャンネル」『お好きにビクトリー』第五十三夜（2019年7月1日） - ゲスト出演
- ONSTAGE 伊勢大貴のお料理番組「#ウーバーイーセ」 （2021年2月～3月）
- お料理対決生配信企画「ビストロボーイズ」第4回（2021年2月13日） - ゲスト出演
- ABEMA 「ABEMA BOATRACE CRUISE『六本木フレンドパーク』」（2022年6月11日） - ゲスト出演

### ラジオ
- USEN放送 C-43chMUSIC TALK WAGON「舞台やろうっ！ 黒羽麻璃央の音言（ねごと）」（2017年2月）‐ ゲスト出演
- 文化放送「祭ラジオ..」（2018年11月8日）‐ ゲスト出演
- 「ラジオ大阪・次世代パーソナリティ公開録音ｉｎ日比谷」（2019年4月27日）‐ ゲスト出演
- ShibuyaCross-FM「あまりかなりのおもてなしぶるーす」（2019年7月9日）‐ ゲスト出演
- ラジオNIKKEI第1「ラジオiNEWS」（2019年10月29日）‐ ゲスト出演
- 文化放送「new normal文化祭～音楽で日本をアゲる！SP」（2020年11月3日）‐ ゲスト出演
- AM1422kHz ラジオ日本「真夜中のハーリー&レイス」（2022年3月27日）‐ ゲスト出演

### 雑誌
- 「キャストサイズ特別号2017March」（2017年3月17日）
- PEACE COMBAT（2018年7月～）‐ 連載
- GOOD ROCKS! Vol.114（2022年5月20日）

## ライブ

### ライブ
- 「三ツ星サラバ」LIVE（2017年5月22日、渋谷Milkyway）‐ ゲスト出演
- 伊勢大貴ソングライブ（2017年6月4日、大阪府立大型児童館ビッグバン）
- 『スーパー戦隊“魂” Ⅺ 2017 東京 “21世紀編”』（2017年11月4日、Zepp Tokyo）
- 340 presents「340ルーキー祭」（2017年9月8日、阿佐ヶ谷ロフトA）
- 「Good Looking On Fes」（2017年10月29日、恵比寿ザ・ガーデンホール）‐ 桑野晃輔×伊勢大貴として出演
- 超英雄祭 KAMEN RIDER × SUPER SENTAI LIVE & SHOW 2018（2018年1月24日、日本武道館）
- 340 presents「もっと！３４０ルーキー祭」（2018年4月6日、阿佐ヶ谷ロフトA）
- 『スーパー戦隊“魂” XII 2018 東京』（2018年11月3日、Zepp Tokyo）
- CLIE SONIC（2019年2月6日、7日、渋谷ストリームホール ）‐ 桑野晃輔×伊勢大貴として出演
- Good Looking On Fes.（2019年3月20日、新宿BLAZE）
- 340 presents「３４０ルーキー祭♯」（2019年5月10日、阿佐ヶ谷ロフトA）
- 『スーパー戦隊“魂” XIII 2019 東京』（2019年11月4日、Zepp Tokyo）
- 「アニソンスプラッシュ」（2019年8月12日、よみうりランド内プールWAI波のプールステージ）
- 「映画村ナイターまつり　仮面ライダー・スーパー戦隊・プリキュア・おしりたんてい　スーパー盆踊り」（2019年8月17日、18日、東映太秦映画村　アトラクション広場）
- サイドセブン10周年記念「アニソン×特撮ライブ!!」（2019年9月14日、名古屋栄　MUJICA）
- 「超英雄祭 KAMEN RIDER × SUPER SENTAI LIVE & SHOW 2020」（2020年1月22日、横浜アリーナ）
- 「スーパー戦隊“魂”2020」（2020年10月31日、Zepp Tokyo）
- 『スーパー戦隊“魂” 2021』（2021年11月7日、Zepp Tokyo）
- たかぱスクールpresents「コロナに負けない！高橋秀幸とゆかいなアニソンシンガーズ」（2021年12月18日、青山グランドホール）
- 「50×45 感謝祭 Anniversary LIVE & SHOW」DAY1-SUPER SENTAI-（2022年2月25日、日本武道館）
- Water Rand 2022（2022年8月7日、お台場 青海R地区）

### GACHI☆LIVE!!
- GACHI☆LIVE!! 5th anniversary special LIVE～永久不変～（2017年12月30日、新宿ReNY）
- GACHI☆LIVE!!7th『No Music,No!Hey!Say!』（2019年10月6日、吉祥寺CLUB SEATA）
- 祝！GACHI☆LIVE!!7周年企画 〜ライブができないなら配信しちゃえばいいじゃないカラオケSP〜（2020年12月19日）
- GACHI☆LIVE!!2022～七転び八起き talk & mini mini gachi☆live～振替公演（2022年5月5日、eplus　LIVING ROOM CAFE & DINING）

### 学園祭
- 大阪アニメーションカレッジ専門学校「CAT伝説2017」（2017年11月5日）

## ディスコグラフィ

### アルバム
|     | 発売日        | タイトル  | 規格品番   | オリコン 最高位 |
| --- | ------------- | --------- | ---------- | --------------- |
| 1st | 2014年9月10日 | BE A HERO | COZX-960-1 | 122位           |

### タイアップ曲
| 曲名                                                     | タイアップ                                                                                | 時期   |
| -------------------------------------------------------- | ----------------------------------------------------------------------------------------- | ------ |
| カミツキ・ブレイブ                                       | 『劇場版 獣電戦隊キョウリュウジャー ガブリンチョ・オブ・ミュージック』挿入歌              | 2013年 |
| TRANSFORMERS-Go!                                         | 『参乗合体 トランスフォーマーGo!』オープニング主題歌                                      | 2013年 |
| 史上最強のブレイブ                                       | 『獣電戦隊キョウリュウジャーVSゴーバスターズ 恐竜大決戦! さらば永遠の友よ』劇中歌         | 2014年 |
| 烈車戦隊トッキュウジャー                                 | 『烈車戦隊トッキュウジャー』主題歌                                                        | 2014年 |
| Go! Go! トッキュウジャー                                 | 『烈車戦隊トッキュウジャー』挿入歌                                                        | 2014年 |
| なんじゃモンじゃ!ニンジャ祭り!                           | 『手裏剣戦隊ニンニンジャー』エンディング主題歌                                            | 2015年 |
| なんじゃモンじゃ!ニンジャ祭り!〜忍ばず出発進行!ver.〜    | 『手裏剣戦隊ニンニンジャーVSトッキュウジャー THE MOVIE 忍者・イン・ワンダーランド』主題歌 | 2016年 |
| ププッとフムッとかいけつダンス                           | 『おしりたんてい』オープニング主題歌                                                      | 2018年 |
| スーパー戦隊ヒーローゲッター～テン・ゴーカイジャーver.～ | Vシネクスト『テン・ゴーカイジャー』主題歌                                                 | 2021年 |
| ププッとフムッとかいけつダンス（Produced by 福山雅治）   | 『映画おしりたんてい シリアーティ』主題歌                                                 | 2022年 |

### 歌手参加楽曲
| 発売日        | 商品名                                                  | 歌                        | 楽曲                                 | 備考 |
| ------------- | ------------------------------------------------------- | ------------------------- | ------------------------------------ | --- |
| 2014年3月19日 | 烈車戦隊トッキュウジャー/ビュンビュン!トッキュウジャー  | 伊勢大貴                  | 「烈車戦隊トッキュウジャー」         | テレビドラマ『烈車戦隊トッキュウジャー』オープニングテーマ                                                                        |
| 2015年1月9日  | WE CAN ∞ / Lovin' you                                   | 池田彩 featuring 伊勢大貴 | 「WE CAN ∞」                         | |
| 2015年3月18日 | さぁ行け!ニンニンジャー!/なんじゃモンじゃ!ニンジャ祭り! | 伊勢大貴                  | 「なんじゃモンじゃ！ニンジャ祭り！」 | テレビドラマ『手裏剣戦隊ニンニンジャー』エンディングテーマ                                                                        |
| 2018年6月20日 | おしりたんてい                                          | 伊勢大貴                  | 「ププッとフムッとかいけつダンス」   | テレビアニメ『おしりたんてい』オープニングテーマ                                                                                  |
| 2020年        | はたらくくるま                                          | 伊勢大貴                  | 「はたらくくるま」                   | こどもちゃれんじぷち付録 |
| 2021年5月19日 | ミニアルバム 機界戦隊ゼンカイジャー 1                   | 伊勢大貴                  | 「チェンジ全開!ゼンカイジャー」      | Webドラマ『機界戦隊ゼンカイジャー スピンオフ ゼンカイレッド大紹介!』主題歌 テレビドラマ『機界戦隊ゼンカイジャー』第25カイ! 挿入歌 |

### キャラクターソング
| 発売日        | 商品名                            | 歌                           | 楽曲                       | 備考                                                 |
| ------------- | --------------------------------- | ---------------------------- | -------------------------- | ---------------------------------------------------- |
| 2019年10月2日 | Virgin Sky/愛がある限りここにいる | 帝都東神楽舞隊基地・所属舞官 | 「Virgin Sky」             | ゲーム『REALIVE!〜帝都神楽舞隊〜』オープニングテーマ |
| 2019年10月2日 | Virgin Sky/愛がある限りここにいる | 帝都東神楽舞隊基地・所属舞官 | 「愛がある限りここにいる」 | ゲーム『REALIVE!〜帝都神楽舞隊〜』エンディングテーマ |
| 2020年2月26日 | RAISE/シャウト                    | EGO1ST                       | 「RAISE」 「シャウト」     | ゲーム『REALIVE!〜帝都神楽舞隊〜』関連曲             |

## 作品

### 写真集
- 「ISE」（2013年10月12日発売）

### DVD
- 伊勢大貴 1st写真集『ISE』メイキングDVD（2013年11月20日発売）
- キャラフルSTARS（2015年3月31日発売） - 天海紺 役

### ユニットメンバー
1. ↑  風見勇真（梶原岳人）、久能純（谷口博昭）、米倉鷹久（谷口淳志）、藤堂豪一郎（千葉瑞己）、白神透（會田海心）、赤音輝（小西成弥）、綾井雪松（遊馬晃祐）、貴船雅彦（小林竜之）、鯨屋練（大坪康亮）、サー・ユリエル・フィドルバード（沢城千春）、佐々木裕之助（古田一紀）、橘幸作（岡延明）、瀬乃崎宗（松岡一平）、東雲仁（宮崎遊）、高城貫（伊勢大貴）、椿坂龍馬（高橋健介）、双葉日向（汐谷文康）、双葉向夜（尾股未知也）、氷室零（伊藤昌弘）、津田新造（福西勝也）、皆川風汰（古畑恵介）、皆川修司（新井雄也）
2. ↑  瀬乃崎宗（松岡一平）、東雲仁（宮崎遊）、高城貫（伊勢大貴）